# Тютьков, Аркадий Григорьевич
Арка́дий Григо́рьевич Тютько́в (2 марта 1925, Широкундыш, Килемарский район, Марийская автономная область ― 8 ноября 1995, Йошкар-Ола) ― советский учёный-экономист, кандидат экономических наук, доцент.  Старший преподаватель, доцент Марийского государственного педагогического института имени Н. К. Крупской (1965―1991). Участник Великой Отечественной войны. Член ВКП(б) с 1949 года.

## Биография
Родился 2 марта 1925 года в селе Широкундыш ныне Килемарского района Марий Эл.
Призван в РККА в феврале 1943 года. Участник Великой Отечественной войны: пулемётчик, старший разведчик-наблюдатель 272 гвардейского миномётного полка, секретарь комсомольской организации 439 гвардейского миномётного дивизиона 6 гвардейского танкового корпуса 3 танковой армии на 1 Украинском фронте, гвардии рядовой. Характеризовался как находчивый и бесстрашный воин. 29 апреля 1945 года в разведке принял бой от группы немцев, уничтожил троих, вынес раненого товарища. Участвовал в освобождении Праги, штурмовал Берлин. Дважды ранен. В марте 1949 года демобилизован из армии. Награждён орденами Отечественной войны I степени, Славы III степени, медалями, в том числе дважды медалью «За отвагу».
Вернувшись на родину, в 1949 году вступил в ВКП(б). В 1954 году окончил Горьковскую областную партийную школу. В 1955 году ― секретарь парторганизации Килемарского МТС. В 1957―1960 годах – второй секретарь Килемарского райкома КПСС. В 1960 году заочно окончил Высшую партийную школу при ЦК КПСС.
В 1965―1991 годах ― старший преподаватель, доцент Марийского государственного педагогического института имени Н. К. Крупской. В 1965 году защитил кандидатскую диссертацию «Совершенствование форм организации труда в колхозах Марийской АССР» в Саратовском сельскохозяйственном институте, кандидат экономических наук. 
Скончался 8 ноября 1995 года в Йошкар-Оле. Похоронен на Туруновском кладбище. 

## Научные работы
Далее представлен список научных работ А. Г. Тютькова: 
- Тютьков А. Г.  Сельское хозяйство Марийской АССР за 50 лет. ― Йошкар-Ола: Маркнигоиздат, 1970. ― 27 с.; 20 см. ― (В помощь лектору/ Марийская организация общества «Знание» РСФСР).
- Тютьков А. Г. Совершенствование форм организации труда в колхозах Марийской АССР: диссертация ... кандидата экономических наук: 08.00.00. — Горький, 1965. — 250 с.: ил.

## Звания и награды

### Трудовые
- Юбилейная медаль «За доблестный труд. В ознаменование 100-летия со дня рождения Владимира Ильича Ленина» (1970)
- Почётная грамота Президиума Верховного Совета Марийской АССР (1975)[1]

### Боевые
- Орден Славы III степени (17.05.1945)[3]
- Орден Отечественной войны I степени (23.12.1985)[3]
- Медаль «За отвагу» (СССР) (05.08.1944, 16.03.1945)[3]
- Медаль «За победу над Германией в Великой Отечественной войне 1941—1945 гг.» (09.05.1945)[3]
- Медаль «За взятие Берлина» (09.06.1945)[3]
- Медаль «За освобождение Праги» (09.06.1945)[3]
- Медаль Победы и Свободы (Польша, 1947)[1]

## Память
Отдельные документальные материалы, принадлежащие А. Г. Тютькову, ныне хранятся в Музее истории города Йошкар-Олы. 